# 침묵의 땅
《침묵의 땅》은 한국방송공사 1TV 특집드라마이다.

## 제작진
- 극본 : 김하림
- 연출 : 이유황

## 출연진
- 곽경환
- 김성겸
- 김영애
- 김인문
- 김형자
- 이일웅
- 이종만